# Albert Shaw (Journalist)
Albert Shaw (* 23. Juli 1857 in Shandon, Ohio; † 25. Juni 1947 in Manhattan) war ein US-amerikanischer Journalist und Sachbuchautor, der 1905/06 als Präsident der American Political Science Association (APSA) amtierte. Bekannt war er als Gründer, Herausgeber und Redakteur der American Review of Reviews, der damals bedeutendsten Monatszeitschrift für Nachrichten und politische Analysen in den USA. Er war Berater Theodore Roosevelts.
Shaw machte 1879 das Bachelor-Examen am (inzwischen zu Grinnell College umbenannten) Iowa Collge, den Master-Abschluss an der Johns Hopkins University, an der er 1885 zum Ph.D. (Philosophie) promoviert wurde. Seine journalistische Tätigkeit begann während des Studiums beim Grinnell Herald und bei der Minneapolis Tribune. Für seine Bücher über die Kommunalverwaltung wurde er vielfach ausgezeichnet, er war Senator auf Lebenszeit von Phi Beta Kappa und Ehrendoktor von elf Universitäten.

## Schriften (Auswahl)
- Political problems of American development. Columbia University Press, New York 1907.
- Municipal government in Great Britain. The Century Co., New York 1895.
- Municipal government in continental Europe. The Century Co., New York 1895.
- Local government in Illinois. Johns Hopkins University, Baltimore 1883.